# Binarismo de género

Un emoji en el que se muestran los símbolos de Venus (a la izquierda) y el de Marte (a la derecha), como también se muestran colores que normalmente se relacionan con el género, como son tonos rosados para el género femenino y los tonos azules para el género masculino.

El binarismo de género, referido también como binaridad o binariedad de género, dualismo de género o binario de género, es la clasificación del género en dos formas distintas y complementarias de masculino y femenino, ya sea por el sistema social o creencia cultural. La mayoría de las culturas actualmente usan un binario de género, teniendo dos géneros (niños/hombres y niñas/mujeres).
En este modelo binario, "sexo", "género" y "sexualidad" se asumen por defecto como alineados, por ejemplo, a un hombre se le supondría como masculino en aspecto, cuerpo, carácter y comportamiento, y experimentando una atracción heterosexual por el otro género (las mujeres). Las personas intersexuales (con rasgos sexuales ambiguos ej.: aparatos reproductivos o caracteres sexuales secundarios de ambos sexos) o andróginas (apariencia física ambigua ej.: rostro, forma del cuerpo) puede identificarse con ambos, ya que seguirían los dos géneros simultáneamente; pero no con otro género no binario.

## Generalidades
El binarismo de género señala las características propias e intrínsecas del sexo masculino y el femenino, excluyendo la existencia de características no masculinas ni femeninas, dando a entender que todo rasgo físico humano puede ser medido como masculino o femenino. Con base en ello, sugiere roles de género que varían en cada sociedad e implican límites a la expresión según lo socialmente considerado de un género o el otro, como la elección de productos destinados a un género por parte de un individuo del contrario, y condicionan las instrucciones sociales para organizar las cosas que le corresponden a un género, al otro o a ninguno, definiendo "ninguno" como la libertad de cualquier género de hacer o elegir algo en particular sin implicar una contradicción en su identidad de género. Normalmente la mayoría de las sociedades hacen uso de este sistema binario en sus principios, leyes, normas sociales y la educación, especialmente en sus primeras fases.

## Limitaciones
Muchas académicas feministas han discutido la existencia de un binarismo de género claro. Judith Lorber explica el problema de fallar al dividir a las personas en estos dos grupos: “a menudo encuentran más diferencias significativas dentro del grupo que entre ambos grupos.” Lorber argumenta que esto corrobora el hecho de que el género binario es arbitrario y conduce a expectativas falsas para ambos géneros. Por otro lado, está creciendo el apoyo a la posibilidad de utilizar categorías adicionales que comparen a las personas sin “suposiciones previas sobre quién es como quien.” Al permitir una aproximación más fluida al género, las personas serían más capaces de identificar ellos mismos quiénes deciden ser. 
Otro asunto adicional con el género binario es la insistencia de que los hombres son inherentemente masculinos y las mujeres son inherentemente femeninas. Esto reduce opciones de las personas para actuar fuera de su rol de género sin estar bajo el enjuiciamiento social. En discusiones académicas de esta cuestión, los términos "hombre" y "mujer" no son exactamente sinónimos de "masculino" y "femenino" porque estos términos contienen significados ulteriores que han sido “contextualizados y construidos socialmente”, siendo menos excluyentes entre sí cuando son utilizados en el discurso popular. De este modo, muchos investigadores de género creen que la aseveración de que la feminidad sólo refiere a mujeres y masculinidad sólo a hombres está fundamentalmente viciada y que es importante distinguir feminidad y masculinidad como descripciones de comportamientos y actitudes sin ligarlas directamente a los géneros hombre y mujer. Karen Beckwith sostiene que al utilizar masculino y femenino como adjetivos, las palabras se convierten en herramientas útiles para comprender las acciones humanas. Los descriptores de género tienen usos, pero algunos investigadores creen que conectándolos a sexos concretos reproducen términos opresivos que permiten la continuación de la discriminación.
María Lugones observa que entre los Yoruba no existía ningún concepto de género y absolutamente ningún sistema de género antes de la llegada del colonialismo. Argumenta que el sistema de género fue introducido por los poderes coloniales como herramienta de dominación y que esto cambió fundamentalmente las relaciones sociales entre los indígenas.

## Rechazo
Muchas sociedades han utilizado el género binario para dividir y organizar a las personas, aunque las maneras en la que esto sucede difieren entre las mismas. El binarismo de género existiría como un medio de poner orden, aunque algunos, como Riki Wilchins en GenderQueer: Voces más allá del Binarismo Sexual, argumentan que el género binario divide y polariza a la sociedad. Una persona puede exhibir rasgos de ambas características consideradas exclusivas para "chicas" o para "chicos". Anne Fausto-Sterling sugiere una clasificación de 5 géneros y apartar la clasificación del género binario construido socialmente de hombre y mujer. En su artículo "Los Cinco Géneros: por qué hombre y mujer no es suficiente" describe la existencia de intersexuales, personas que poseen una combinación de "partes" masculinas y femeninas. Son vistas como desviaciones de la norma que necesitan ser "arreglados" para mantener el sistema de dos géneros. La existencia de estos individuos desafía el estándar de binarismo de sexo y cuestiona el papel de la sociedad en la construcción del género que va separado del sexo. Fausto-Sterling indica que los facultativos modernos fomentan la idea de que el género es una construcción cultural y concluye "nos estamos moviendo de una era de dimorfismo sexual a otra donde la variedad va más allá del número 2".